# Jean Leroux
Pour les articles homonymes, voir Leroux.
Jean H. Leroux B.A. (né le 6 février 1949 à Granby au Québec) a été connu comme le député fédéral de 1993 à 1997 dans le trente-cinquième Parlement. Il est professeur de formation.

## Biographie
Il fut le représentant de la circonscription de Shefford sous la bannière du parti politique souverainiste Bloc québécois. Durant ce mandat il fut le critique en matière d'anciens combattants et il siégea au Comité permanent de la Défense nationale et des Anciens Combattants. 
Il fut défait à l'élection suivante par la candidate du Parti progressiste-conservateur Diane Saint-Jacques et il prit sa retraite de la politique active. Il devint par la suite directeur d'école dans la ville de Granby. Il est aujourd'hui retraité.